# Jaroslav Šibrava, Továrna motorových vozidel
Firma Jaroslav Šibrava, Továrna motorových vozidel byla československý výrobce tříkolek a automobilů.

## Historie firmy
Jaroslav Šibrava (1876–1961), bývalý zaměstnanec Waltrovy továrny, založil v roce 1920 vlastní firmu v Praze-Holešovicích ve Vltavské ul. 866 (dnes Bubenské nábřeží 866/11) a začal s opravami a prodejem automobilů. Stal se v dubnu 1920 legitimním obchodníkem a živnostníkem Československého sdružení obchodníků a živnostníků pro obor automobilní a současně s tím začal vyrábět součásti i kompletní tříkolky podle licence, kterou zakoupil od společnosti J. Walter a spol. (Tříkolka Walter) pod značkou Trimobil Šibrava. V roce 1921 tříkolky poprvé vystavoval na XIII. mezinárodní výstavě automobilů (stánek č. 3), která se konala na pražském výstavišti od 28. května do 5. června. K reaktivování výroby Waltrových tříkolek, kdysi tak oblíbených, popřál magazín Auto nové firmě všeho zdaru.
Od dubna 1922 byly v Praze provozovány motorové tříkolky jako autodrožky. Za výhodu byla tiskem označena výhodná sazba 4 Kč za 1 km jízdy. Na XIV. mezinárodní výstavě automobilů (22. dubna – 1. května 1922) Šibrava vystavil modernizované Trimobily s elektrickým osvětlením, čtyřsedadlový faeton E4, kupé, sportovní dvousedadlový model E2 a dodávku s nákladní plošinou EN. V roce 1923 na autosalonu v Praze firma představila nový, původní motor s protiběžnými písty (boxer) o zdvihovém objemu 1106 cm³, který instalovala do čtyřsedadlového Trimobilu a na výstavě oznámila, že tento motor bude použit i pro čtyřkolový automobil. Zvláště nákladní Trimobily se osvědčily v dopravě lehčích nákladů a „čile se proplétaly“ v ruchu pražských ulic.

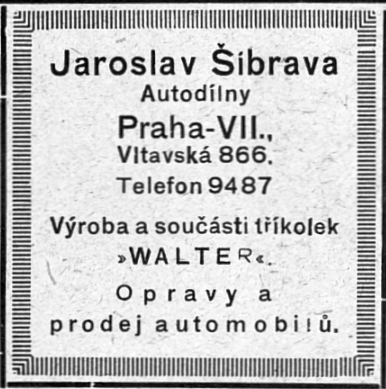
Inzerát Šibrava, Auto ročník 2, č. 2 (červenec 1920), s. XXXI

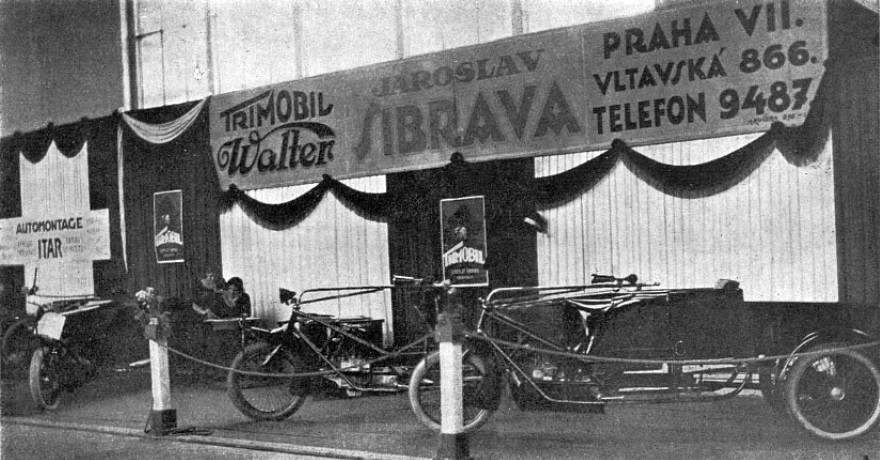
Stánek fy. Jaroslav Šibrava na autosalonu (Praha 1922)

V roce 1924, kdy byla firma Šibrava akcionována, začala vyrábět malý automobil s dvouválcovým motorem, s vodorovně umístěnými válci proti sobě (boxer). Výkon motoru 10,3 kW/14 k byl využit k označení automobil typ 4/14 HP. Firma se tak přiřadila k hlavním československým výrobcům automobilů Praga, Laurin & Klement, Tatra a Walter, ale spíše ji možno označit na menší firmu, jak ve výrobě automobilů v té době byly označovány firmy Start Hradec Králové, Stelka Příbram, Zbrojovka Brno atd.
Úřední list ze dne 20. srpna 1924 oznámil, že se po vyhlášeném konkurzu z června 1924 uskutečnilo vyrovnání s firmou Jaroslava Šibravy, z Prahy VII., Vltavské čp. 866 (tentýž list oznámil ve stejný den i vyrovnání firmy Josefa Janatky/motocykly Itar, továrníka ze Smíchova). V roce 1925 se firma již pražského autosalonu nezúčastnila a výroba byla ukončena o rok později (1926). Jiné zdroje uvádí období výrobní činnosti v letech 1920 až 1925 respektive 1921 až 1929. Celkem v továrně vzniklo asi 100 motorových vozidel.

## Vozidla

### Trimobil
Typ Trimobil byl tříkolový, s jedním kolem vpředu. Odpovídal tříkolovému vozu firmy Walter. Poháněl jej vzduchem chlazený dvouválcový motor o objemu 1248 cm³. Ten byl potom nahrazen vidlicovým motorem o výkonu 9 koní. Ještě později byl vůz osazován motorem typu boxer s výkonem 14 koní.
V nabídce byly varianty karoserie označené
- E 2 – otevřený, dvoumístný sportovní vůz
- E 4 – čtyřmístná verze
- EK 4 – drožka (taxi-landaulet)
- EN – dvoumístný pick-up
- ENS – dodávková tříkolka[2]

Základní varianta stála 24 000 korun, šlo o nejlevnější tříkolový vůz na tehdejším trhu.

### 4/14 HP
Čtyřkolový model Šibrava 4/14 HP vznikl v roce 1923 nebo 1925. K pohonu sloužil stejný motor boxer jako ve voze Trimobil, nyní ovšem chlazený vodou. Firma uváděla, že jde o motor vlastní konstrukce. Provozní hmotnost byla 700 kg, maximální rychlost 60 km/h. Vozy byly prodávány za 34 000 korun.